# دونیشیچه
دونیشیچه (به صربی: Dunišiće) یک منطقهٔ مسکونی در صربستان است که در سینیتسا واقع شده‌است. دونیشیچه ۱۹۰ نفر جمعیت دارد.